# La condesa sangrienta (Alejandra Pizarnik)
La condesa sangrienta es un relato escrito por Alejandra Pizarnik y publicado por primera vez en la revista Testigo en el año 1966 que, a partir de textos y documentos recogidos y descritos por Valentine Penrose, relata la leyenda de Isabel Báthory, condesa húngara medieval conocida por haber cometido más de 650 asesinatos. 
La versión de Pizarnik resulta una de las piezas más grotescas de toda su obra, con un estilo narrativo-descriptivo que, aun sin poder soltar en su totalidad el estilo poético que tanto caracteriza la mayoría de su obra, tiene una intención consciente de ruptura con él. 

## Contenido y estructura del relato
El relato, mezcla de narrativa, ensayo y prosa poética, cuenta con una introducción y once capítulos. En la introducción, Pizarnik, desde su voz como autora, nos acerca al trabajo de Penrose sobre la condesa, alabando su capacidad de centrarse en lo que llama la "belleza convulsiva" de este personaje y de apartar la perversión sexual y la demencia como centro evidente de la historia.

### Primeros cuatro capítulos
El resto de los capítulos podrían dividirse en dos partes según su contenido temático. Los cuatro primeros capítulos son descripciones de distintos métodos de tortura empleados por la condesa ("La virgen de hierro", "Muerte por agua", "La jaula mortal", "Torturas clásicas"). Estos capítulos cuentan con descripciones extremadamente grotescas e impactantes que conforman imágenes de gran carga simbólica y poética, aunque la autora no se para a desarrollarlos sino que nacen de la propia carga simbólica del personaje:
"[...] quien, al retroceder -y he aquí la gracia de la jaula-, se clava por sí misma los filosos aceros mientras su sangre mana sobre la mujer pálida que la recibe impasible [...]. Ha habido dos metamorfosis: su vestido blanco ahora es rojo y donde hubo una muchacha hay un cadáver."
La simbología poética no se exprime aunque su presencia es continua, pero sí se aprovecha esta simbología para desarrollar una serie de reflexiones  en tono ensayístico (que a través de la voz de Pizarnik se convierte inevitablemente en poético) sobre la personalidad de la condesa que son lo único que hacen de este relato algo más que una recopilación de hechos y descripciones sin valor al introducir el punto de vista de la autora y trascendiendo con ello la historia de la condesa como una crónica.
"Desnudar es propio de la Muerte. También lo es la incesante contemplación de las criaturas por ella desposeídas. Pero hay más: el desfallecimiento sexual nos obliga a gestos y expresiones del morir (jadeos y estertores como de agonía; lamentos y quejidos arrancados por el paroxismo). Si el acto sexual implica una suerte de muerte, Erzébet Báthory necesitaba de la muerte visible, elemental, grosera, para poder, a su vez, morir de esa muerte figurada que viene a ser el orgasmo. [...] Nunca nadie no quiso de tal modo envejecer. Por eso, tal vez, representaba y encarnaba a la Muerte. Porque, ¿cómo ha de morir la Muerte?"

### Últimos capítulos
Los siete capítulos restantes desarrollan la historia de la condesa diacrónicamente, comenzando por el nombre Bathory y su ascendencia hasta terminar con la condena que finalmente recibió por sus crímenes. Los capítulos son los siguientes:
- "La fuerza de un nombre", sobre la inclinación violenta y lujuriosa de la familia y el aislamiento de la condesa Erzébet al sucederse la muerte prematura del resto de sus parientes violentos.
- "Un marido guerrero", sobre cuando Erzébet se casó con Ferencz Nadasdy. Durante el casamiento, la condesa nunca llegó a cometer el asesinato, pero ya se servía de la tortura para calmar sus dolores y migrañas.
- "El espejo de la melancolía", capítulo esencial en la comprensión del personaje (o del punto de vista de la autora sobre él). Es el capítulo más reflexivo y poético.
- "Magia negra", sobre su obsesión de mantenerse joven y de los conjuros que realizaba. Al conocer a la vieja hechicera Darvulia, se inicia en el asesinato.
- "Baños de sangre", sobre los baños de sangre que se daba para evitar la vejez, que finalmente acabó por llegar, y su intento último de salvarse bañándose en sangre de muchachas aristócratas.
- "Castillo de Csejthe", sobre su residencia con veinticinco muchachas que fueron asesinadas y su cotidianidad en el castillo.
- "Medidas severas", sobre la decisión del rey de actuar y la posterior condena de la condesa, aislada y encerrada en su aposento durante tres años, hasta su muerte.

## El relato como parte de la obra de Pizarnik
La condesa sangrienta fue publicado por primera vez en 1966, es decir, un año después de la publicación de su obra poética Los trabajos y las noches. En estos momentos, Pizarnik ya ha alcanzado la madurez poética y por lo tanto la publicación de este relato ha traído de cabeza a la crítica literaria al no ser capaz de darle un sentido a este "artículo", como la propia Pizarnik lo llamaba, dentro del resto de su obra, ya que la calidad, aunque es incuestionable, es también muy poco ambiciosa. Pizarnik fue una poeta que trabajó la palabra hasta extenuarse, puliéndola y extrayendo de ella su mayor intensidad esencial posible. A la vez, su vida estuvo plagada de depresiones, anfetaminas, encerramientos y sensación de la más seca soledad. Decía: "yo no soy de este mundo". Y en una vida tumultuosa y existencialmente sufrida que explota lo prohibido y acaba en el suicidio, un relato como La condesa sangrienta es el pretexto perfecto para justificar la obsesión con la muerte o la locura.
La poeta Ivonne Bordelois, amiga en vida de Pizarnik, comenta en la revista argentina Los inútiles (de siempre) que en una carta a Osías Stutman, uno de sus psicoanalistas, Pizarnik decía sobre sus escritos más obscenos que "cuando escribí esas cosas yo estaba loca". Y Bordelois añade: "De modo que se daba cuenta de su propio desbarranco". Como Bordelois, multitud de críticos han relacionado directamente el desarrollo de su desequilibrio psicológico con la ruptura de su calidad poética y la toma de temáticas explícitas, groseras y obscenas. La condesa sangrienta, sin embargo, fue un experimento con el cual Pizarnik no se acercó a lo que ella persiguió después como imagen de muerte deseada. Según César Aira, experto en la obra de Pizarnik, "en una carta en que anuncia esa publicación describe el artículo como «mi primer -y último, espero- encuentro con el sadismo, que no comprendo, que nunca comprenderé». En efecto, su idea de relaciones humanas era más convencional, con valores como la ternura, la comprensión, la camaradería."